# Üres függvény
A matematikai üres függvény fogalma alatt olyan függvényt értünk, melynek értelmezési tartománya az üres halmaz. Minden A halmazhoz pontosan egy ilyen üres függvény létezik:
{\displaystyle f_{A}:\emptyset \rightarrow A.}
Az üres függvény grafikonja a {\displaystyle \emptyset \times A} Descartes-szorzat részhalmaza. Mivel a szorzat üres, egyetlen részhalmaza maga az üres halmaz. Ez érvényes hozzárendelés, hiszen az {\displaystyle \emptyset } értelmezési tartomány minden x-ére létezik olyan egyedi y az A értékkészletben, hogy {\displaystyle x,y\in \emptyset \times A}. Ez az állítás az üres igazságok mintapéldánya, hiszen nincsen x az értelmezési tartományban.
Az {\displaystyle \emptyset \rightarrow \emptyset } hozzárendelést megvalósító üres függvény létezése szükséges ahhoz, hogy a halmazok kategóriája (Set) kategória lehessen, mivel a kategória minden objektumának rendelkeznie kell identitásmorfizmussal, és az egyetlen üres függvény az {\displaystyle \emptyset } objektum identitása.
A kardinális aritmetikában azt jelenti, hogy minden k kardinális számra k0 = 1; ez különösen mély, ha a k = 0-t tekintjük.